# Бернхард XI фон дер Шуленбург
Бернхард XI фон дер Шуленбург (на немски: Bernhard XI von der Schulenburg; * 1470; † 1500 във Верона) е граф от род „фон дер Шуленбург“ от клон „Бялата линия“ в Алтмарк.
Той е най-големият син (от 12 деца) на граф Матиас I фон дер Шуленбург († 1477) и съпругата му Анна фон Алвенслебен, дъщеря на Лудолф III фон Алвенслебен († сл. 1437) и Ермгард фон Хонлаге (* ок. 1396). Внук е на рицар Фриц I фон дер Шуленбург († сл. 1415) и Хиполита фон Ягов. Роднина е на Дитрих III († 1393), княжески епископ на Бранденбург (1366 – 1393).
Потомък е на рицар Вернер II фон дер Шуленбург († сл. 1304). През 14 век синовете на Вернер II разделят фамилията в Алтмарк на две линии, рицар Дитрих II (1304 – 1340) основава „Черната линия“, по-малкият му брат рицар Бернхард I († сл. 1340) основава „Бялата линия“. Днес родът е от 22. генерация.

## Фамилия
Бернхард XI фон дер Шуленбург се жени ок. 1470 г. за Аделхайд фон Бюлов, дъщеря на Вернер фон Бюлов († пр. 1478) и Аделхайд фон Рор. Те имат три деца:
- Матиас III фон дер Шуленбург (* пр. 1500; † 1542,в битка при Пеща, Унгария), граф. женен I. за Маргарета фон дер Люе († 1525), II. Анна фон Венкщерн († 1575)
- Георг фон дер Шуленбург
- Маргарета фон дер Шуленбург, омъжена за Ханс фон Фукс

Бернхард XI фон дер Шуленбург се жени втори път за фон Бисмарк. Бракът е бездетен.